# Vojtěch Ignác Ullmann
Vojtěch Ignác Ullmann, né le 23 avril 1822 à Prague (royaume de Bohême, Empire d'Autriche) et mort le 17 septembre 1897 à Příbram (royaume de Bohême, Autriche-Hongrie), est un architecte tchèque, connu pour ses bâtiments néo-traditionnels et surtout néo-Renaissance à Prague.

## Biographie
Ullmann étudie l'architecture à l'Académie des beaux-arts de Vienne auprès des professeurs August Sicard von Sicardsburg et Eduard van der Nüll,. Après ses études, il voyage en Italie. Il devient architecte à Prague en 1854.
Il collabore souvent avec l'architecte Antonín Viktor Barvitius (en), dont il épouse la sœur en 1856. En 1874, il a déjà conçu de nombreux bâtiments à Prague.
Les premières œuvres d'Ullmann comprennent des éléments de style médiéval (voir l'église Saints-Cyrille-et-Méthode de Prague 8-Karlín). Dans la suite de ses conceptions, Ullmann est influencé par l'école néo-traditionnelle de Vienne.

## Œuvres

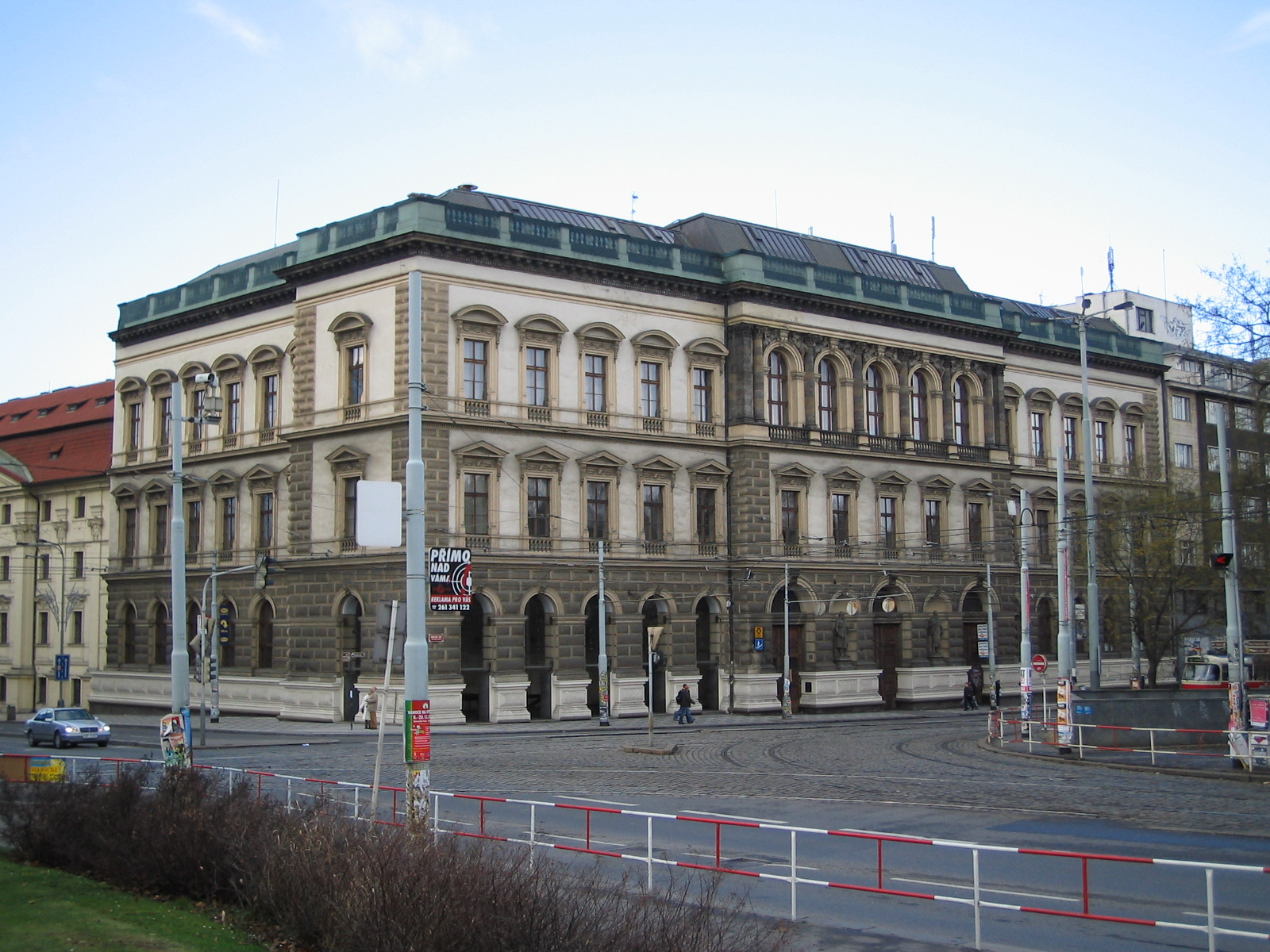
Le bâtiment de Polytechnique à Karlovo nám.

Ullmann a notamment conçu les bâtiments suivants :
- église Saints-Cyrille-et-Méthode, Karlínské nám., Prague 8[3]
- Polytechnique tchèque, Karlovo náměstí 13, Prague 1 (qui fait aujourd'hui partie de l'université technique de Prague)[4]
- Banque d'épargne tchèque, aujourd'hui le bâtiment de l'Académie tchèque des sciences, Narodni 3, Prague 1[5]
- Villa Lanna, Pelléova 24, Praha 6, aujourd'hui propriété de l'Académie tchèque des sciences[6],[7]
- Palais Lažanský, Smetanově nábřeží 2, Prague 1, qui abrite le Café Slavia[8]
- Château de Letná, Letenské sady 341, Prague 7[9]
- Palais Schebek, Politických vězňů 7, Prague 1, qui abrite le CERGE-EI (en)[10]
- Maison Sokol de  Sokol Pražský, Sokolská 43, Prague 2[11]
- Synagogue espagnole, Vězeňská 1, Prague 1[12]
- Lycée de jeunes filles Vodičkova, Vodičkova 22, Prague 1, aujourd'hui une école élémentaire (ZŠ Vodičkova)[2],[13]

## Images

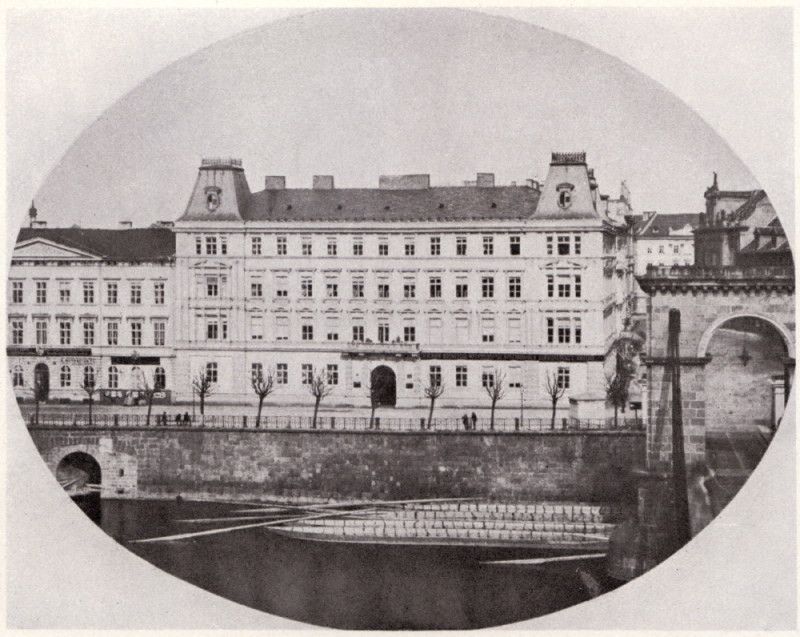
Le palais Lažanský, photo de Wilhelm Rupp, v. 1865
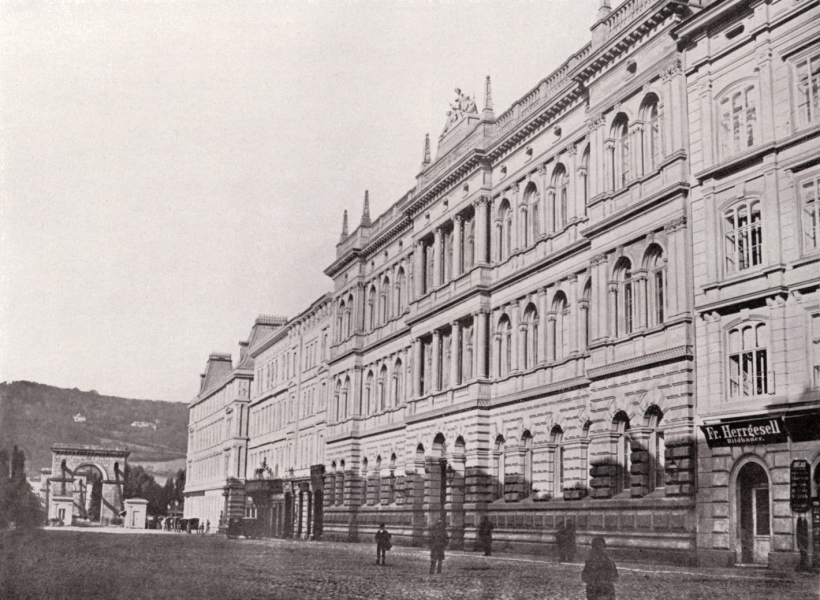
Le palais Lažanský, photo de František Fridrich, 1865
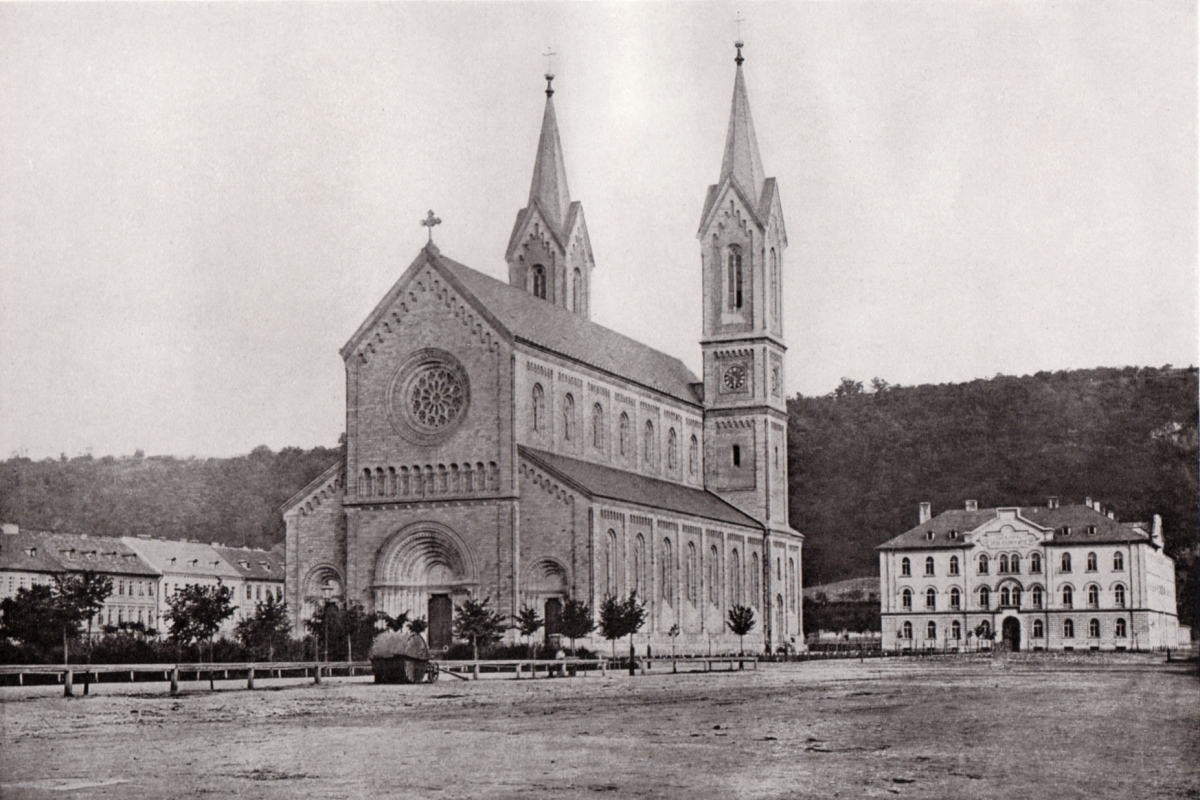
Église Saints-Cyrille-et-Méthode, Prague 8 - Karlín, photo de František Fridrich, 1868
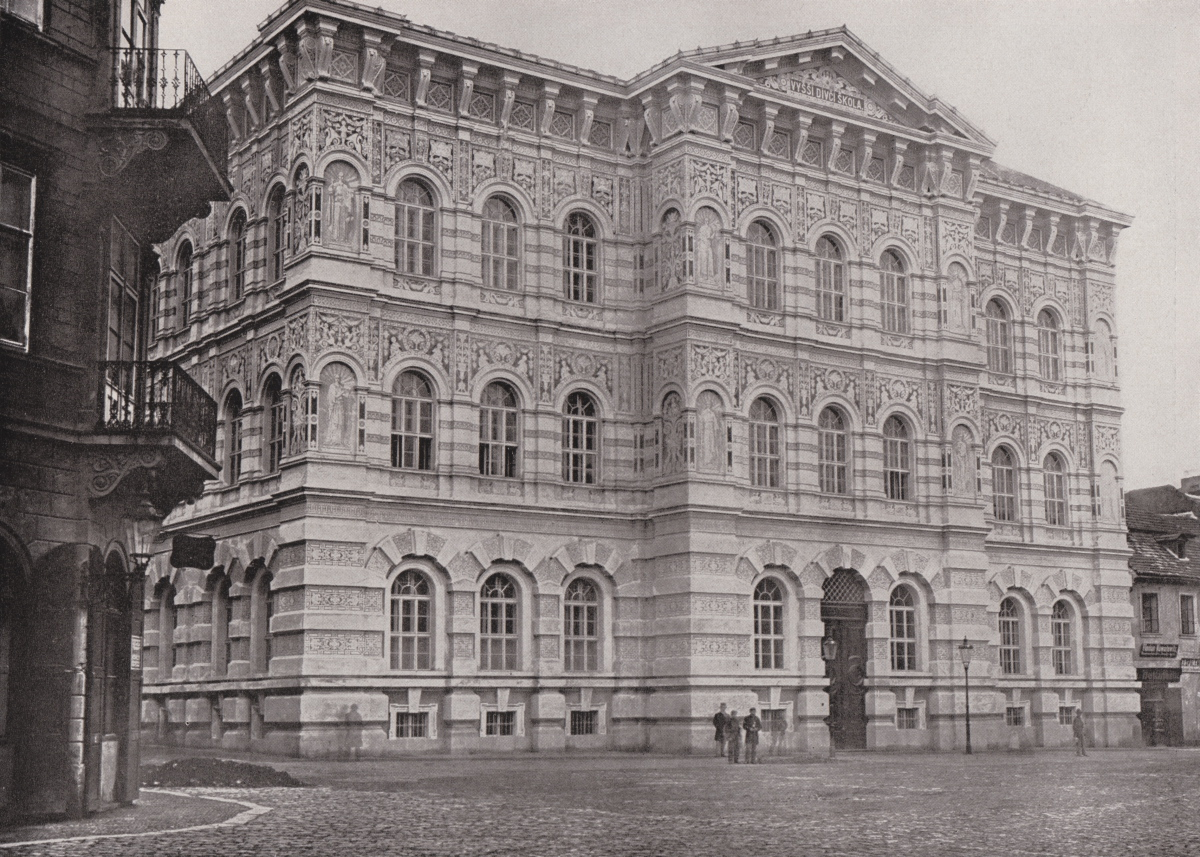
Le lycée pour filles de Vodičkova, photo de František Fridrich, v. 1870